# Hylaeus lactiferus
Hylaeus lactiferus är en biart som först beskrevs av Cockerell 1910. Den ingår i släktet citronbin och familjen korttungebin. Inga underarter finns listade i Catalogue of Life.

## Förmodat utdöd
Arten är ett så kallat Lazarustaxon, ett taxon (i det här fallet en art) som har betraktats som utdöd med sedan har återupptäckts. Denna art beskrevs 1910, men efter återfynd 1923 sågs arten inte mer till förrän den återupptäcktes 2008 av James B. Dorey.                                                                      

## Beskrivning
Hylaeus lactiferus är ett förhållandevis stort citronbi med en kroppslängd mellan 9 och 11 mm. Kroppen är övervägande svart med vita tecken på ansiktet och kroppen. På bakkroppen är de tre första tergiterna förstorade och döljer de övriga.

## Utbredning
Arten har bara påträffats i Australien, nära kusten i delstaten Queensland.

## Ekologi
Litet är känt om arten. I samband med en undersökning 2019 av James B. Dorey, samma person som upptäckte arten 2008, påträffades biet enbart på växterna Brachychiton acerifolius (familjen malvaväxter) och Stenocarpus sinuatus (proteaväxter). Lokalerna hade ett klimat varierande mellan subtropiskt och fuktigt tropiskt.